# 1987年12月逝世人物列表
1987年逝世人物列表：1月 - 2月 - 3月 - 4月 - 5月 - 6月 - 7月 - 8月 - 9月 - 10月 - 11月 - 12月
1987年12月逝世人物列表，是用於匯總1987年12月期間逝世人物的列表。

## 依日期排序

### 1日
- 詹姆斯·鲍德温（James Baldwin），63歲，非裔美國小說家、散文家、劇作家和詩人（Go Tell It on the Mountain），患有胃癌。[1]
- Donn F. Eisele，57歲，美國空軍軍官和美國宇航局宇航員（阿波罗7号），心臟病發作。[2]
- 巴迪·福格爾森，87歲，美國律師，陸軍上校，商人，馬和牛飼養員和慈善家。[3]
- Punch Imlach，69歲，加拿大冰球教練兼總經理（多倫多楓葉、水牛城軍刀），心臟病發作。[4]

### 2日
- 愛德華·巴恩斯利（Edward Barnsley），87歲，英國設計師和傢俱製造商。[5]
- 胡安·阿爾貝托·梅爾加·卡斯特羅（Juan Alberto Melgar Castro），57歲，宏都拉斯軍官，宏都拉斯總統，心臟病發作。[6]
- 羅伯特·菲利烏（Robert Filliou），61歲，法國藝術家（激浪派）。
- 特裡格夫·亨里克·霍夫，49歲，挪威歌手、作曲家、詞曲作者和作家。[7]
- 路易士·費德里科·勒洛瓦（Luis Federico Leloir），81歲，法裔阿根廷醫生和生物化學家，諾貝爾化學獎獲得者，心臟病發作。[8]
- 休伯特·諾埃爾，63歲，法國電影演員。
- Myrta Silva，60歲，波多黎各歌手、詞曲作者和電視製片人（Sonora Matancera）。[9]
- 恩斯特·斯坦霍夫（Ernst Steinhoff），79歲，納粹德國火箭科學家。[10]
- 紅翼公主，91歲，美國部落長老。[11]
- 雅科夫·泽尔多维奇，73歲，蘇聯物理學家（黑洞蒸發）。[12]

### 3日
- 安德魯·福斯特（Andrew Foster），62歲，美國非洲國家聾人教育的先驅，航空事故。[13]
- 羅伯特·哈斯克爾，84歲，美國政治家，緬因州州長。
- 喬治·西賴特（George Seawright），約36歲，蘇格蘭-北愛爾蘭工會主義政治家，阿爾斯特志願軍的忠誠准軍事人員，被暗殺。[14]
- 葉夫根尼·托爾斯蒂科夫，74歲，蘇聯極地探險家，蘇聯英雄。[15]
- Dorin Liviu Zaharia，43歲，羅馬尼亞音樂家、作曲家、詩人、散文家和哲學家。

### 4日
- 伯里克利·法齊尼（Pericle Fazzini），74歲，義大利畫家和雕塑家（《復活》）。[16]
- 布赖恩·福勒，89歲，英國馬球運動員和奧運選手。[17]
- Meinrad von Lauchert，82歲，納粹德國國防軍將軍。[18]
- 阿諾德·洛貝爾，54歲，美國兒童讀物作家（青蛙和蟾蜍、老鼠湯），心臟驟停。[19]
- 鲁宾·马莫利安（Rouben Mamoulian），90歲，出生於喬治亞的美國電影和戲劇導演（奧克拉荷馬州、旋轉木馬）。[20]
- 康斯坦丁·諾伊卡，78歲，羅馬尼亞哲學家、散文家和詩人。[21]
- 喬治·普羅迪（Giorgio Prodi），59歲，義大利醫學家和腫瘤學家。

### 5日
- Pappy Daily，85歲，美國鄉村音樂唱片製作人，共同創立了唱片公司Starday Records。[22]
- 列昂尼德·迪莫夫，61歲，羅馬尼亞后現代主義詩人和翻譯家，心臟病發作。[23]
- 鮑比·加勒特，55歲，美國NFL足球運動員（綠灣包裝工隊），心臟病發作。[24]
- Daud Kamal，52歲，巴基斯坦詩人。[25]
- 魯道夫·門策爾（Rudolf Mentzel），87歲，德國化學家和納粹政策制定者。
- 莫莉·奧戴，64歲，美國鄉村音樂歌手，癌症。[26]
- 康妮·普朗克，47歲，德國唱片製作人和音樂家，喉癌。
- 尤金·西勒（Eugene Siler），87歲，美國政治家，美國眾議院議員。[27]

### 6日
- 詹姆斯·多布森，67歲，美國影視演員（《飛翔的皮脖子》），心臟病發作。[28]
- 彼得·洛倫茨（Peter Lorenz），64歲，德國政治家，被激進分子綁架，心臟病發作。[29]
- David J. Schwartz，60歲，美國勵志作家和教練（《大膽思考的魔力》）。[30]
- 伊茲勒·所羅門（Izler Solomon），77歲，美國管弦樂團指揮，心力衰竭。[31]
- Ba Swe，72歲，緬甸總理。

### 7日
- 加雷斯·貝內特（Gareth Bennett），58歲，英國聖公會牧師，自殺。[32]（屍體發現日期）
- 邁克爾·克羅斯利，75歲，英國二戰皇家空軍飛行王牌。[33]
- 邁克爾·霍恩比（Michael Hornby），88歲，WHSmith的英國副主席。[34]
- 簡·穆頓（Jane Mouton），57歲，美國管理理論家。
- Jaime Ongpin，49歲，菲律賓商人，財政部長，自殺。[35]
- 海倫·波特，88歲，英國植物學家，來自倫敦帝國理工學院。[36]
- 鄧尼斯·羅傑斯（Denis Rogers），70歲，紐西蘭醫生和當地政治家（漢密爾頓市長），心臟病發作。

### 8日
- 費伊·貝克，70歲，美國女演員和作家（《電報山上的房子》），乳腺癌。
- 西格麗德·赫利森·隆德（Sigrid Helliesen Lund），95歲，挪威和平活動家，尤其是在第二次世界大戰中。[37]
- Yolanda Vadiz，28歲，波多黎各女高音，一氧化碳中毒。
- Ulfert Wilke，80歲，德國出生的美國畫家、博物館館長和藝術收藏家（抽象表現主義），中風。[38]
- 在 1987 年 Alianza Lima 飛機失事中喪生的知名人士[39]：
  - 馬科斯·卡爾德隆，59歲，秘魯足球教練和球員（秘魯 Sport Boys）。
  - 路易士·安東尼奧·埃斯科瓦爾，18歲，秘魯國際足球運動員（秘魯利馬俱樂部）。
  - 何塞·岡薩雷斯·加諾薩，33歲，秘魯國際足球運動員（秘魯利馬俱樂部）。
  - 阿爾弗雷多·托馬西尼（Alfredo Tomassini），23歲，秘魯足球運動員（利馬足球俱樂部）。
  - 約翰尼·沃森，24歲，秘魯足球運動員（利馬俱樂部）。

### 9日
- 漢諾威的恩斯特·奧古斯特（Ernest Augustus），73歲，德國王子，漢諾威家族的首領。
- 戴安娜·福布斯-羅伯遜（Diana Forbes-Robertson），72歲，英國作家，中風。[40]
- 弗朗索瓦·加爾（FrançoisGall），75歲，匈牙利-法國現代印象派畫家，心臟病發作。

### 10日
- 喬瓦尼·阿皮諾（Giovanni Arpino），60歲，義大利作家和記者（L'ombra delle colline）。
- Jascha Heifetz，86歲，立陶宛裔美國小提琴家，因跌倒而出現併發症。[41]
- Carlota Jaramillo，83歲，厄瓜多帕西洛歌手，跌倒併發症。
- Stylianos Kyriakides，77歲，希臘賽普勒斯馬拉松運動員和奧運選手。[42]
- 鄧尼斯·桑德斯，58歲，美國電影導演、編劇和製片人（《戰爭超時》），心臟病發作。[43]
- 斯拉姆·斯圖爾特，73歲，美國爵士低音提琴手，心力衰竭。[44]

### 11日
- G. A. Kulkarni，64歲，印度短篇小說作家。
- 埃米爾·馬祖（Emil Mazuw），87歲，德國波美拉尼亞省省長。
- William Thornton Mustard，73歲，加拿大醫生和心臟外科醫生，心臟病發作。[45]
- 羅西·沃爾夫斯坦（Rosi Wolfstein），99歲，德國社會主義政治家。

### 12日
- 博迪爾·貝格特魯普（Bodil Begtrup），84歲，丹麥女權活動家和外交官，聯合國婦女地位委員會主席。[46]
- Clifton Chenier，62歲，美國音樂家，柴迪科的先驅，腎病。[47]
- 恩里克·喬林（Enrique Jorrín），60歲，古巴查蘭加小提琴家、作曲家和音樂總監。
- 諾蘭·利里（Nolan Leary），98歲，美國演員和劇作家。[48]
- 平基·湯姆林（Pinky Tomlin），80歲，美國詞曲作者、樂隊領隊和演員，心臟病發作。[49]

### 13日
- Julien Darui，71歲，法國國際足球運動員（CO Roubaix-Tourcoing，法國國家足球隊）。[50]
- 比爾·德懷爾（Bil Dwyer），80歲，美國漫畫家和幽默家（《啞巴朵拉》）。
- 伯納德·埃普頓，66歲，美國政治家，伊利諾伊州眾議院議員，冠狀動脈。[51]
- Na. Parthasarathy，54歲，印度泰米爾歷史小說作家。
- 埃利亞斯·波特，73歲，美國心理學家。
- 斯坦尼斯瓦夫·拉德凱維奇（Stanisław Radkiewicz），84歲，波蘭共產主義活動家，公共安全部長。
- Claude T. Smith，55歲，美國樂隊指揮、作曲家和音樂教育家。
- 喬治·溫德，75歲，美國漫畫家和漫畫插畫家（《特裡與海盜》），心臟病發作。[52]

### 14日
- 科皮（勞爾·達蒙特·博塔納），48歲，阿根廷作家、漫畫家和劇作家，愛滋病患者。[53]
- 梅林·漢斯·德斯萊夫森（Merlyn Hans Dethlefsen），53歲，美國空軍軍官，荣誉勋章獲得者。[54]
- 蒂姆·丁斯代爾（Tim Dinsdale），63歲，英國神秘動物學家，試圖證明尼斯湖水怪的存在，心臟病發作。
- 齊格弗裡德·哈斯，89歲，納粹德國國防軍將軍，騎士鐵十字勳章獲得者。[55]
- 米爾特·約瑟夫斯伯格，76歲，美國編劇。[56]
- Georg Knöpfle，83歲，德國國際足球運動員、教練和奧運選手（FSV法兰克福）。[57]
- 瓦倫蒂娜·庫拉吉娜（Valentina Kulagina），85歲，俄羅斯畫家，書籍，海報和展覽設計師。
- 莫根斯·拉森（Mogens Lassen），86歲，丹麥建築師和設計師。
- 尼科斯·斯塔夫里迪斯（Nikos Stavridis），77歲，希臘電影和戲劇演員。[58]
- J. P. Strom，69歲，美國執法官員，南卡羅來納州執法部門負責人，心臟病發作。[59]
- 約翰·溫特頓（John Winterton），89歲，英國陸軍軍官，軍事總督和第里雅斯特自由區指揮官。

### 15日
- Seitnebi Abduramanov，73歲，蘇聯紅軍初級排長，荣誉勋章獲得者。
- 塞普蒂瑪·龐塞特·克拉克（Septima Poinsette Clark），89歲，美國教育家和民權活動家。[60]
- 喬治·富爾福德，85歲，加拿大商人和政治家，下議院議員。[61]
- 安赫爾·因凡特，73歲，墨西哥演員和歌手。[62]
- 伊沃·拉彭納（Ivo Lapenna），78歲，義大利法學教授，世界語協會主席。[63]
- Ray Malavasi，57歲，美國NFL橄欖球教練（洛杉磯公羊、丹佛野马），心臟病發作。[64]
- 皮埃爾·馬塞（Pierre Massé），89歲，法國經濟學家、工程師、應用數學家和法國政府高級官員。
- Tiny Moore，67歲，美國西部搖擺音樂家。.[65]
- P. Ramamurthi，79歲，印度政治家，印度共產黨黨員。
- 伊莉莎白·扎瑟（Elisabeth Zaisser），89歲，德國政治家，東德教育部長。
- 阿爾弗雷德·澤貝爾（Alfred Zerbel），83歲，納粹德國國防軍軍官，西德聯邦國防軍將軍。[66]

### 16日
- 倫納德·比徹（Leonard Beecher），81歲，東非英國聖公會大主教。
- 霍布·布勞恩（Hob Broun），37歲，美國作家，窒息。[67]
- 米妮·埃文斯，95歲，美國藝術家。[68]
- Albert P. Morano，79歲，美國政治家，美國眾議院議員，腦出血。[69]
- 約翰·羅素，66歲，英國政治家，上議院議員。

### 17日
- Bernardus Johannes Alfrink，87歲，荷蘭紅衣主教，烏得勒支大主教。[70]
- 歐文·艾倫（Irving Allen），82歲，出生於奧匈帝國的美國戲劇和電影製片人兼導演（《攀登馬特巨集峰》）。[71]
- 喬治·布羅（Georges Burou），77歲，法國婦科醫生（變性手術），溺水身亡。
- 阿爾卡季·萊金（Arkady Raikin），76歲，蘇聯喜劇演員、演員和導演。[72]
- 露西·沃克（Dorothy Lucie Sanders），80歲，澳大利亞浪漫小說家。[73]
- Linda Wong，36歲，美國色情女演員，吸毒過量。
- 玛格丽特·尤瑟纳尔（Marguerite Yourcenar），84歲，比利時出生的法裔美國小說家和散文家（《哈德良回憶錄》）。[74]

### 18日
- Dimitrije Bašičević，66歲，南斯拉夫藝術家、策展人和藝術評論家。[75]
- 喬杜里·拉希姆·汗，64歲，印度政治家，國會議員。[76]
- Warne Marsh，60歲，美國男高音薩克斯管演奏家，心臟病發作。[77]

### 19日
- 穆拉特·艾特霍津（Murat Aitkhozhin），48歲，蘇聯分子生物學家。
- 拉爾夫·沃爾多·克裡斯蒂（Ralph Waldo Christie），94歲，美國海軍海軍上將。[78]
- 赫爾曼·克拉森，87歲，德國攝影師。
- Leo Jung，95歲，美國東正教猶太教建築師。[79]
- John F. O'Leary，61歲，美國聯邦能源管理局局長兼美國礦業局局長，癌症。[80]
- C. Donald Peterson，69歲，美國政治家，明尼蘇達州眾議院議員，癌症。[81]
- 埃絲特·希納（Esther Shiner），63歲，加拿大市政政治家。
- 安德列·德拉瓦雷（André de la Varre），83歲，美國旅行紀錄片製片人。

### 20日
- 53歲的菲律賓邪教領袖老魯本·埃克利奧（Ruben Ecleo Sr.）創立了菲律賓仁慈傳教士協會（Philippine Benevolent Missionaries Association）。[82]
- 傑克·艾森哈特，65歲，美國職業棒球大聯盟球員（辛辛那提紅人）。[83]
- 丹·西克斯，58歲，美國職業高爾夫球手，胃部手術併發症。[84]

### 21日
- Fred R. Feitshans Jr.，78歲，美國電影剪輯師（Wild in the Streets）。[85]
- Carl E. McGowan，76歲，美國律師和美國巡迴法官，癌症。[86]
- 拉尔夫·尼尔森（Ralph Nelson），71歲，美國電影和電視導演、作家和演員（原野百合花、鵝爸爸、查理），癌症。[87]
- 羅伯特·佩奇，76歲，美國演員、電視新聞播音員和政治記者（德古拉之子），主動脈瘤。[88]
- 亨利·斯特拉特（Henry Strater），91歲，美國畫家和插畫家，創立了奧甘奎特美國藝術博物館（Ogunquit Museum of American Art）。[89]

### 22日
- A. N. Alcaff，62歲，印尼演員和電影導演。
- 亨利·科頓，80歲，英國職業高爾夫球手，三屆英國公開賽冠軍。[90]
- 羅德里克·費爾斯（Roderick Firth），70歲，美國哲學家，哈佛大學哲學教授，肺炎。[91]
- Gustav Fröhlich，85歲，德國演員和電影導演（大都會），手術后併發症。[92]
- 米米·蘭格（Mimí Langer），77歲，出生於奧地利的拉丁美洲精神分析學家和人權活動家，患有癌症。
- Paule Marrot，85歲，法國紡織品設計師。
- 約翰·麥克邁克爾（John McMichael），39歲，北愛爾蘭忠誠者（阿尔斯特防卫协会），汽車炸彈。[93]
- 達德利·梅雷迪思，52歲，美國 AFL 足球運動員（布法罗比尔）。[94]
- Dorothy M. Needham，91歲，英國生物化學家（肌肉生物化學）。[95]
- 傑弗里·帕森斯（Geoffrey Parsons），77歲，英國作詞家。
- 何塞·多·派特羅辛尼奧·奧利維拉（José do Patrocínio Oliveira），83歲，巴西音樂家和配音演員。
- Luca Prodan，34歲，義大利裔蘇格蘭音樂家，現居阿根廷（Sumo）。
- T. Ranganathan，62歲，印度出生的美國卡納提克音樂家。[96]
- 愛麗絲·特裡，88歲，美國電影女演員和導演（启示录四骑士），阿爾茨海默病。[97]

### 23日
- 帕斯科爾·席爾瓦，87歲，巴西足球運動員（巴西國家足球隊）。[98]

### 24日
- 羅伊·達文波特（Roy M. Davenport），78歲，美國海軍少將。[99]
- 尼諾·埃斯皮諾薩，34歲，多明尼加美國職業棒球大聯盟球員（紐約大都會隊），心臟病發作。[100]
- Eugen Kogon，84歲，德國歷史學家和納粹集中營倖存者。[101]
- 約翰·衛斯理·哈內斯二世，95歲，美國投資銀行家，財政部副部長，阿爾茨海默病。[102]
- 貝蒂·諾耶斯（Betty Noyes），75歲，美國歌手和演員（《雨中曲》）。
- 約瑟夫·邁羅（Josef Myrow），77歲，出生於俄羅斯帝國的美國作曲家（《你讓我感覺如此年輕》），帕金森病。[103]
- M. G. Ramachandran，70歲，印度演員和政治家，泰米爾納德邦首席部長，心臟病發作和中風。[104]
- Manoug Parikian，67歲，土耳其出生的英國音樂會小提琴家。[105]
- 薩拉·斯庫德里，81歲，義大利歌劇演唱家。[106]
- Joop den Uyl，68歲，荷蘭政治家和記者，荷蘭首相，腦瘤。[107]
- Kulwant Singh Virk，66歲，印度作家，中風。

### 25日
- 亞歷山大·格雷戈里·巴米恩，88歲，蘇聯陸軍叛逃者，中風[108]
- 露絲·邦納（Ruth Bonner），87歲，蘇聯共產主義活動家。[109]
- John H. Humphrey，72歲，英國細菌學家和免疫學家，是英國免疫學會的聯合創始人。[110]
- 瓦迪姆·克尼日尼克，25歲，蘇聯物理學家 (克尼日尼克-扎莫洛奇科夫方程)，心臟病發作。
- Gene “Bowlegs” Miller，54歲，美國小號手和樂隊領隊，中風。[111]
- 齊塔·莫爾頓（Zita Moulton），104歲，美國模特、戲劇和電影女演員。
- Nat Tarnopol，56歲，美國唱片製作人，心力衰竭。
- 維克多·惠特西（Victor Whitsey），71歲，英國教會赫特福德和賈斯特主教，性虐待者。[112]

### 26日
- J. A. Baker，61歲，英國作家（《遊隼》），癌症。[113]
- S. M. Banerjee，68歲，印度政治家、工會會員和共產主義同情者，人民院成員。
- 多蘿西·布利斯（Dorothy Bliss），71歲，美國癌症學家，癌症。[114]
- 尼爾·科爾維爾，73歲，加拿大NHL冰球運動員（紐約遊騎兵隊）。[115]
- 梅爾福德·史蒂文森，85歲，英國大律師和高等法院法官，心臟病發作。[116]
- 萊斯利·湯普森（Leslie Thompson），86歲，牙買加-英國爵士小號手和長號手。
- 路易士·瓦爾卡塞爾，96歲，秘魯歷史學家、人類學家和作家，教育部長。

### 27日
- 路易·艾黎（Rewi Alley），90歲，紐西蘭出生的中國作家和政治活動家，中國共產黨員。[117]
- 約翰·阿斯特，64歲，英國政治家，國會議員。[118]
- 馬諾伊·巴蘇（Manoj Basu），86歲，印度孟加拉小說和短篇小說作家。
- Shanti Devi，61歲，印度婦女，聲稱記得自己的前世。
- 普莉希拉·迪恩（Priscilla Dean），91歲，美國戲劇家和無聲銀幕女演員（灰幽靈），跌倒併發症。[119]
- 約瑟夫·格羅赫（Josef Grohé），85歲，德國納粹黨官員，科隆-亚琛大区（Gau Cologne-Aachen）的大區領導（Gauleiter）。[120]
- 伯納德·海爾斯通，77歲，英國畫家。
- 西奧多·派克（Theodore Pike），83歲，愛爾蘭殖民地行政官和國際橄欖球聯盟成員，英屬索馬里蘭總督。
- 斯捷潘·波佩爾，78歲，烏克蘭國際象棋冠軍。
- 韦尔伯·施拉姆（Wilbur Schramm），80歲，美國學者和大眾傳播權威。[121]
- 安東尼·韋斯特，73歲，英國作家和文學評論家，H·G·威尔斯的兒子，中風。[122]

### 28日
- 快樂的阿坎德，27歲，孟加拉國搖滾歌手和詞曲作者（Miles）。[123]
- George I. Forsythe，69歲，美國陸軍上將。[124]
- 約翰·亨特，福利的亨特男爵（John Hunt），82歲，英國全科醫生，是皇家全科醫師學院（Royal College of General Practitioners）的聯合創始人。[125]
- 愛德華·克萊班（Edward Kleban），48歲，美國音樂劇作曲家和作詞家，喉癌患者。[126]
- 查理斯·馬利克，81歲，黎巴嫩外交官、哲學家和政治家，黎巴嫩駐聯合國代表，腎衰竭。[127]
- 約瑟夫·西特勒，83歲，美國路德會牧師和神學家，癌症。[128]

### 29日
- John F. Aiso，78歲，美國二世軍事領袖、律師和法官，在搶劫中頭部受傷。[129]
- 謝爾頓·安德爾森（Sheldon Andelson），56歲，美國高等教育管理人員，愛滋病政治籌款人。[130]
- 派翠克·比塞爾（Patrick Bissell），30歲，美國芭蕾舞演員（美國芭蕾舞劇院），吸毒過量。[131]
- Brigitte Heinrich，46歲，德國記者和政治家，歐洲議會議員，心臟病發作。[132]
- Jun Ishikawa，88歲，日本作家，肺癌。
- 威爾伯特·摩爾（Wilbert E. Moore），73歲，美國社會學家，美國社會學協會主席。[133]
- 尤利西斯·凱·威廉姆斯，73歲，美國 DJ，唱片公司老闆和製作人。
- Yanina Zhejmo，78歲，蘇聯女演員。

### 30日
- 萊斯利·阿利斯（Leslie Arliss），86歲，英國編劇和導演（灰衣人、邪惡女士）。[134]
- Datta Naik，60歲，印度電影音樂導演。
- Manolo Urquiza，67歲，古巴出生的媒體人。
- Theodore Zichy，79歲，英國演員、攝影師和電影導演，自殺。

### 31日
- 喬治·多爾蒂，67歲，美國 NFL 橄欖球運動員、大學教練和田徑管理人員，心臟病發作。
- Merle Evans，96歲，美國短號演奏家和馬戲團樂隊指揮（玲玲馬戲團）。[135]
- 蘭德爾·加勒特（Randall Garrett），60歲，美國科幻小說和奇幻作家（達西勳爵（Lord Darcy））。
- 吉恩·萊格特（Gene Leggett），52歲，美國衛理公會牧師，因同性戀而被解僱，肝炎。
- Leo Steiner，47-48歲，美國餐館老闆，Carnegie Deli 的共同擁有者，腦瘤。[136]
- 傑里·特納，58歲，美國電視新聞主播，食道癌。[137]

### 未知日期
- 瑪律科姆·巴特勒，75歲，北愛爾蘭國際足球運動員（愛爾蘭、阿克靈頓斯坦利）。
- 邁克爾·克萊門特，79歲，紐約熱那亞犯罪家族的黑幫成員。
- Dorothy K. Haynes，68-69歲，蘇格蘭恐怖小說家和超自然作家，乳腺癌。
- 庫爾特·弗雷德里克·路德維希（Kurt Frederick Ludwig），83-84歲，納粹德國間諜。
- Birendra Nath Mazumdar，82歲，皇家陸軍醫療隊的印度醫務官。
- 馬庫斯·歐文，52歲，威爾士職業斯諾克球員。
- 伊恩·威尔逊，86歲，英國演員。